# Aneilobolus leleupi
Aneilobolus leleupi är en skalbaggsart som beskrevs av Renaud Maurice Adrien Paulian 1977. Aneilobolus leleupi ingår i släktet Aneilobolus och familjen Hybosoridae. Inga underarter finns listade i Catalogue of Life.